# Aleksandra Hutten-Czapska
Aleksandra Joanna Maria Franciszka Fabianna hrabina Hutten-Czapska, hrabina Romrod, primo voto Kolemin, secundo voto Bacheracht, pseud. Ary Ecilaw (ur. 18 listopada 1853 w Warszawie, zm. 8 maja 1941 w Vevey) – rosyjsko-szwajcarska arystokratka i prozaiczka polskiego pochodzenia.

## Życiorys
Jej rodzicami byli: szambelan Imperium Rosyjskiego Adam Józef Erazm Hutten-Czapski i Marianna Rzewuska, hrabina Imperium Rosyjskiego. Miała brata Adama i siostrę Henriettę. Była katoliczką. Wychowywała się w Paryżu. Wyjechała z matką i siostrą do Sztokholmu w 1870 roku. 21 lutego 1873 roku w rosyjskiej cerkwi w Vevey poślubiła rosyjskiego ministra-rezydenta Aleksandra von Kolemine (ur. 1844, zm. 1894), którego poznała podczas podróży do Szwajcarii. Ich jedyny syn Jurij urodził się 6 (18 kwietnia) 1874 roku w Szwajcarii (zm. 1958). Para przeprowadziła się do Darmstadt, małżonkowie rozwiedli się w marcu 1884 roku.
Jej drugim mężem był wielki książę Hesji Ludwik IV, ich małżeństwo morganatyczne trwało od 30 kwietnia 1884 roku do 9 lipca tegoż roku – zostało unieważnione – sąd w Lipsku zatwierdził rozwód 19 grudnia 1884 roku. Aleksandra otrzymała po mężu tytuł hrabiny Romrod i dożywotnią rentę. Na podstawie obszernego wywiadu z nią, w Lipsku ukazała się broszura pt. Frau Kolemine, w której została przedstawiona w dobrym świetle. Jej kariera literacka nabrała rozpędu od 1884 roku . W krótkim czasie jej książki osiągnęły liczbę pięciu bądź sześciu wydań. Domyślano się, że pod pseudonimem Ary Ecilaw skrywa się kobieta  (podejrzewano także, że może to być wydawca Alphonse Lemerre), która zna się na sekretach europejskich dworów , a język francuski nie jest jej mową ojczystą. Jej kilka książek przełożono na język angielski: Rolanda (ang. Roland, or the Expiation of a Sin) oraz Le Roi de Thessalie (ang. The Romance of a German Court) opublikowało wydawnictwo Remington & Co. w 1886 roku; alternatywne tłumaczenie Le Roi de Thessalie autorstwa N. T. Laylocka  (ang. Her Royal Lover) ukazało się w Nowym Jorku w 1890 roku. Le Roi de Thessalie przełożono także na język włoski (wł. Il re di Tessaglia).
We wrześniu 1892 roku lub w maju 1893 roku poślubiła Wasilija Romanowicza Bacherachta (ur. 1851, zm. 1916), sekretarza ambasady Imperium Rosyjskiego w Berlinie; nie mieli dzieci, jednak Wasilij pozostawał w dobrych stosunkach z pasierbem Jurijem. Pod koniec XIX wieku nie była już wspominana w prasie poza jednym wyjątkiem, kiedy to odwiedziła harem sułtana w Marrakeszu i wysłała prezenty jego żonom. 22 lipca 1927 roku otrzymała obywatelstwo szwajcarskie poprzez naturalizację. W ostatnich latach życia mieszkała w hotelu Trois Couronnes w Vevey. Zmarła 5 lub 8 maja 1941 roku w Vevey, została tamże pochowana obok ostatniego męża na cmentarzu parafii św. Marcina (zob. kościół św. Marcina w Vevey).
Prawdziwą tożsamość Ary Ecilaw rozszyfrował Tadeusz Sivert.

## Twórczość
- Roland[23] (kwiecień 1885[24], 8. wydań do 1888 roku[24]) – powieść z kluczem[9] o wydziedziczonym królewskim dziecku[9]
- Le Roi de Thessalie[13]  – powieść z kluczem[9] m.in. o żonie rosyjskiego ambasadora na dworze Tesalii[13]  oparta na historii dwóch małżeństw i rozwodów autorki[9] (listopad 1885[24])
- Une Altesse Impériale – powieść, apoteoza wielkiej księżnej Rosji[23], romans o Romanowach[4] (Alphonse Lemerre, 26 października 1886[25], sześć wydań w ciągu 10 lat od publikacji[9])
- La princesse Fifi – opowiadanie o rosyjskim życiu („Le Petit Journal”, marzec 1886)[25]
- Maël, Comtesse d'Arcq[26] – powieść wydarzeniu w społeczności Paryża[26] (kwiecień 1888[24])
- Officier bleu (Niebieski oficer[22]) – antycarska sztuka teatralna[27], krytykująca także policję rosyjską i francuską[28], zatrzymana przez cenzurę we Francji[26] (miała być wystawiona w Théâtre du Gymnase[28]), wystawiona w Belgii[29] (1888[9]; rękopis sztuki przechowywany w Archives nationales(inne języki)[28])
- Une Mission à la cour chérifienne  – krótki dziennik podróży wydany pod pseudonimem A. de B (1901)[9]

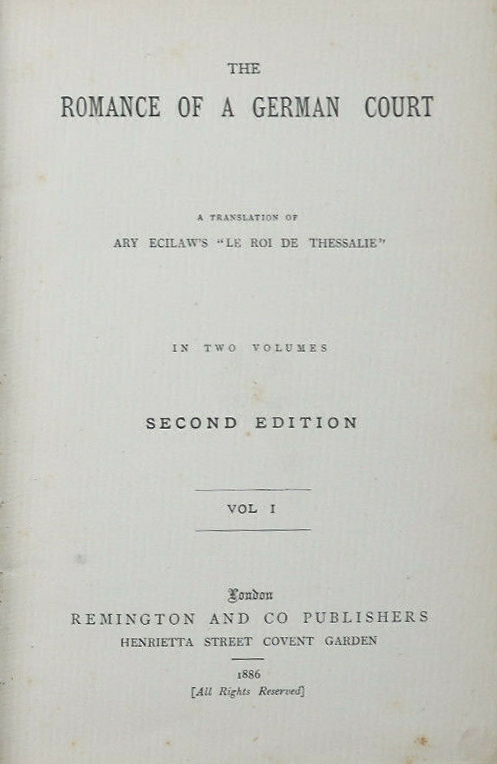
Strona tytułowa Romance of a German court (1886)
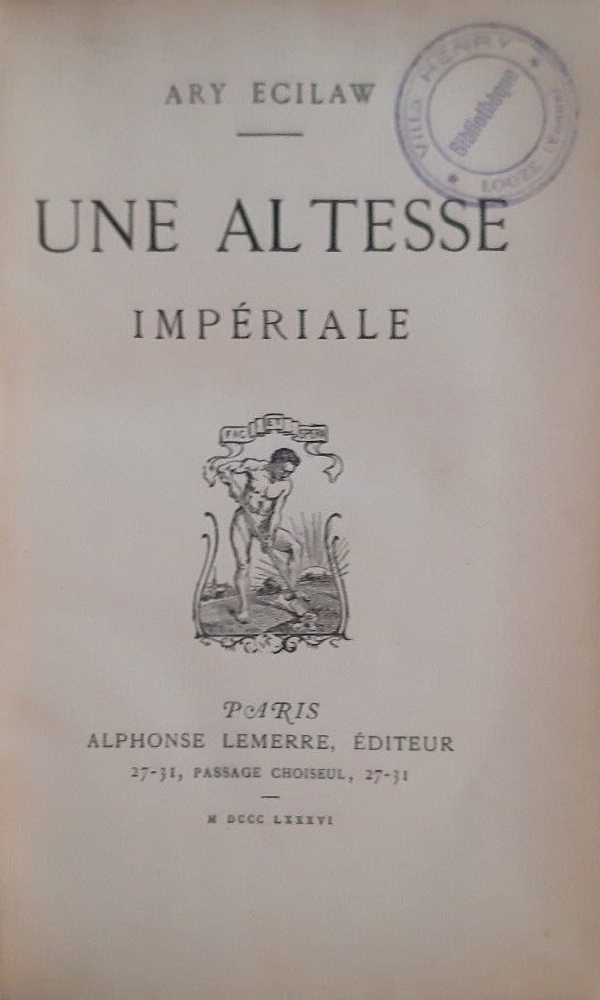
Strona tytułowa Une Altesse Impériale (1886)
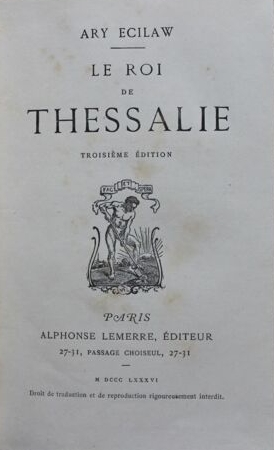
Strona tytułowa Le Roi de Thessalie (1886)
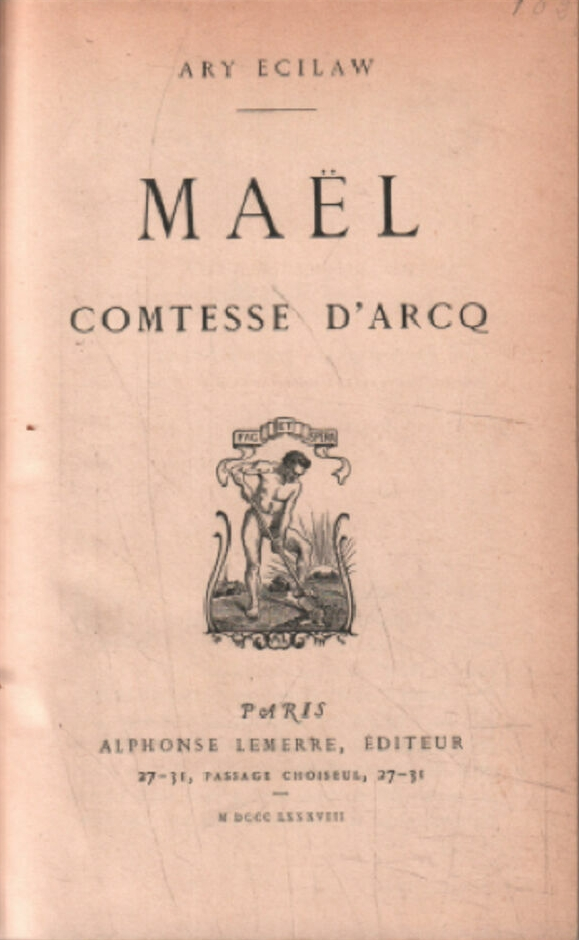
Strona tytułowa Maël, Comtesse d'Arcq (1888)